# Chersodromia albopilosa
Chersodromia albopilosa är en tvåvingeart som beskrevs av Chvala 1970. Chersodromia albopilosa ingår i släktet Chersodromia och familjen puckeldansflugor. Inga underarter finns listade i Catalogue of Life.